# 四結福德廟
24°41′51″N 121°45′56″E / 24.697400°N 121.765426°E
四結福德廟，是位於臺灣宜蘭縣五結鄉上四村的土地祠，有一尊巨型的土地公像，並舉辦過多起與其他廟宇土地公聯婚的活動。

## 沿革
四結福德廟最早源自光緒元年（1875年）。廟身原坐東朝西，廟前還有一條流向蘭陽溪的小河，但已淤積成田園。廟的後方為宜蘭內著名的芋頭產地而稱為「芋仔園溝」、「溪底溝」。1990年，地方信徒認為羅東鎮民較受保佑，是因方位朝東的原因，決定將廟身改方向並重建。1992年，前殿新廟完成時，由縣長游錫堃為鎮殿土地公戴上官帽。今廟址為上四村福德路68號。

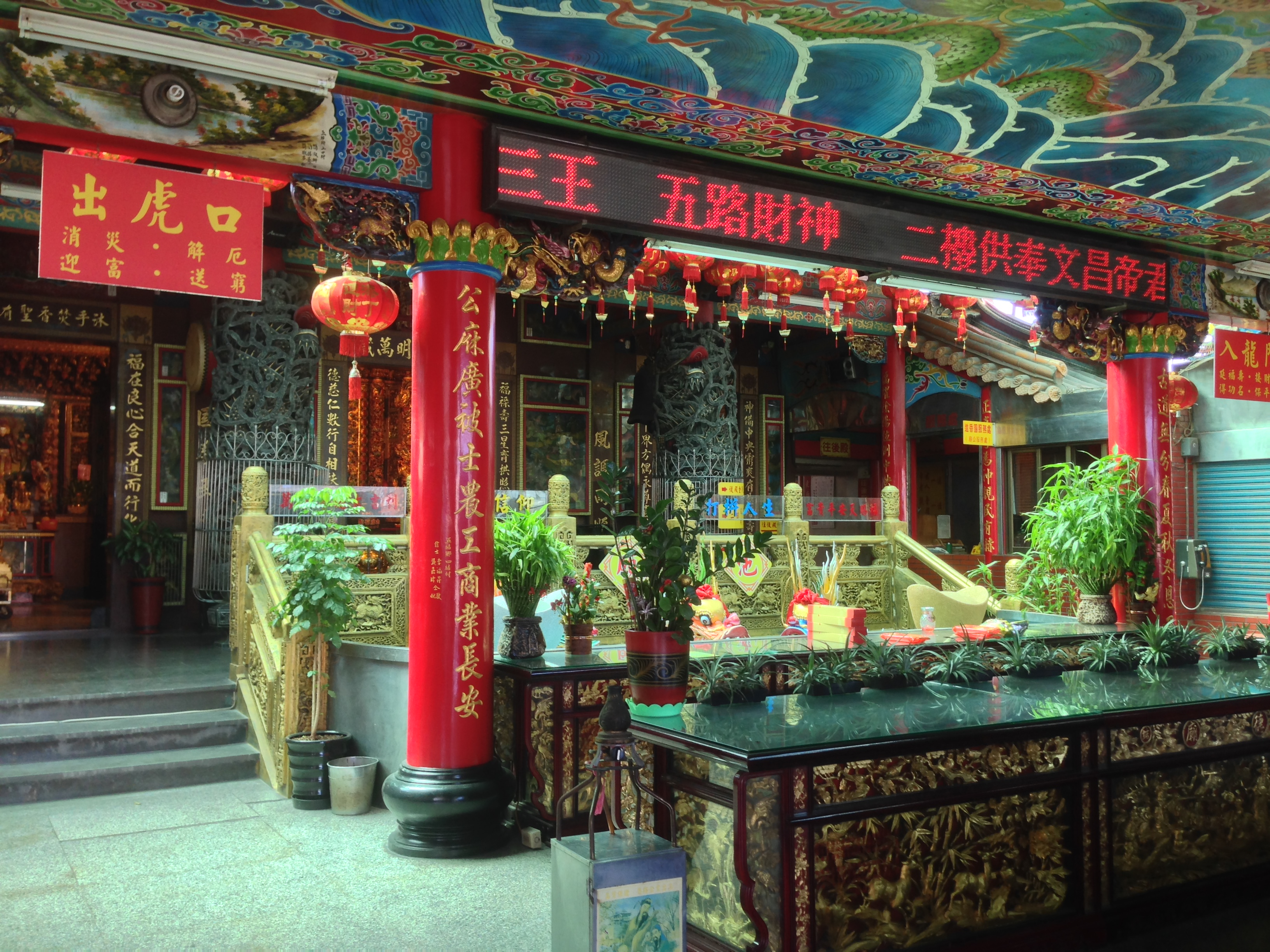
門殿

## 祭祀
每年農曆二月二日會舉辦過金火儀式。在黑令旗的引導下，神轎們先繞行該廟一圈，並在廟埕繞行三圈。過金火儀式共過三趟，取意「好事有一便有二」、「有二便有三」、「無三不成禮」。
1967年，在陳阿爐和鄭贊旺等人的倡議下，成立土地公會，參加者均為當時在四結的農民。每年一次在土地公神像前擲筊，決定頭家和爐主，於農曆二月初二和四月廿六日兩次祭祀。頭家與爐主需在自家辦桌宴請其他會員，不過會員赴宴者也要繳交少許的贊助金。在1999年報導時，此組織雖然只有二十多個成員，但已由第二代接棒，如下四村長鄭奇財、陳榮楷。

## 行銷

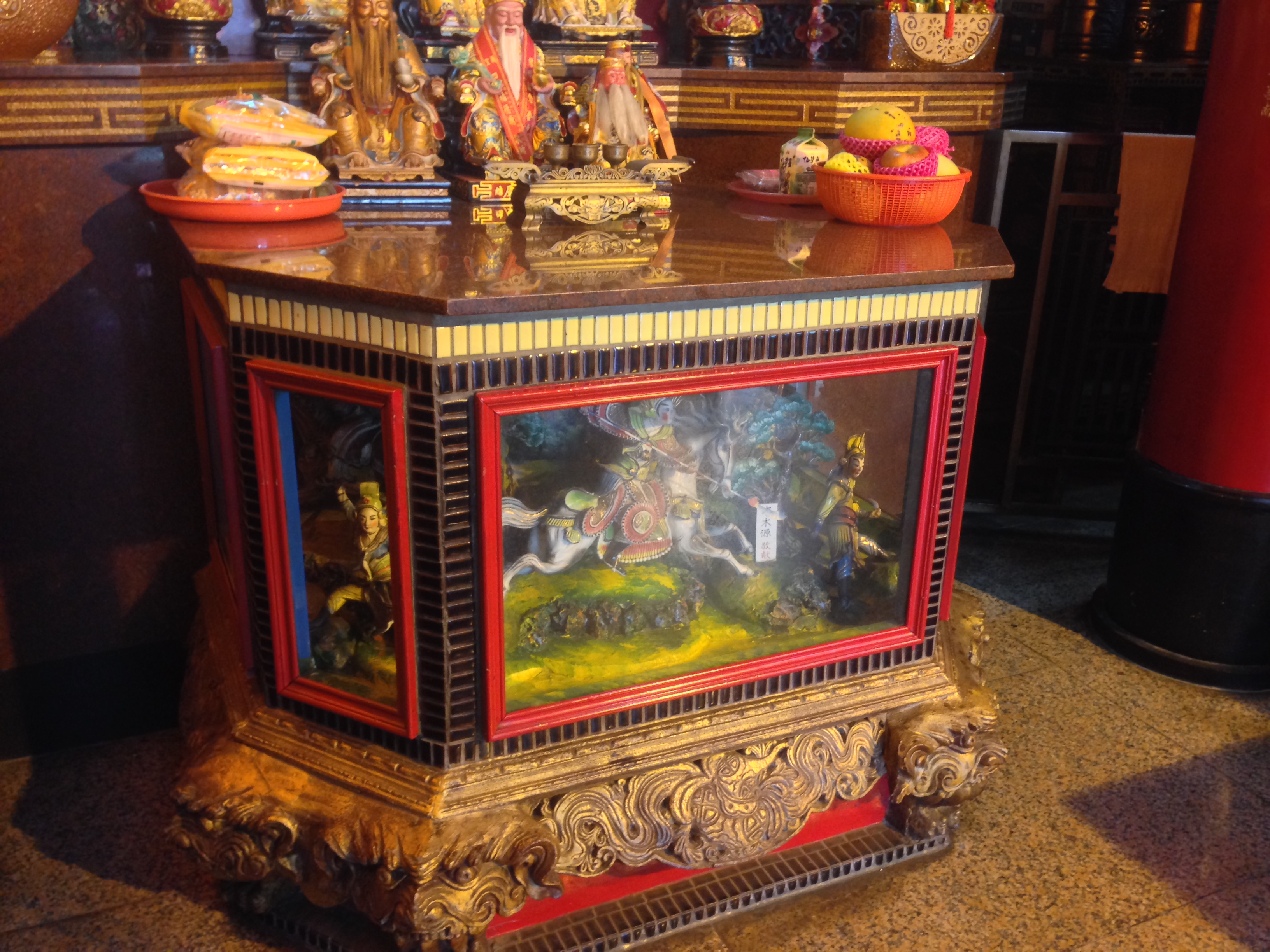
交趾陶

### 行銷者
陳榮楷曾任職於宜蘭商職，專長是銀行會計、行銷，為四結福德廟主任委員陳阿爐的兒子，但直到父親1978年去世後才積極參與廟務。他也是五結鄉的文史工作者，有蒐集石雕、泥塑、磚製、陶燒、瓷釉、木雕紙糊等各種神像；亦對尋找宜蘭西國三十三所靈場觀音像有興趣；曾捐款供奉北后寺泥塑大佛。1990年代末，在南華大學研究所進修學分班時，指導教師建議陳榮楷可以該廟為宜蘭觀光行銷案的作業題目，因此把廟的定位、產品、信徒、市場、通路等進行分析，並訂階段性目標、經營願景等，該報告獲得高分。在南華大學管理研究所進修期間，他以廟務推動相關議題深入研究，寫成多項研究報告及論文。2006年起，他每年會至二結紙廠殉職碑祭拜。
陳榮楷認為一般廟宇沒有良好的組織計畫，並對於土地公廟在中秋節不是盪鞦韆就是打柚子覺得陳套。1996年，他提出中秋舉辦柚子龜活動，隔年廟方大老接受意見，吸引許多遊客參觀，從此管委會對他另眼相看，也用他當初的報告作為發展藍圖。之後，該廟陸續舉辦金身土地公安置、五穀龜、舊地名尋根、陪土地公過新年，一波波的話題知名度大開。尤其總統競選期間，成為各候選人爭取選票之處及新興觀光勝地。2000年宜蘭童玩節期間，7月份就有二千多輛遊覽車到此廟，單日更創下二百零三部遊覽車。
2003年3月3日，土地公農曆二月初二生日前夕，陳榮楷將論文集當成土地公生日禮物，除象徵性火化部分著作給神明外，也捐出所有相關著作給廟方管理委員會，做為推動廟務參考。他也在2010年10月第三屆福德文化節的廈門仙嶽山福德正神廟上以「四結福德廟轉型蛻變暨事件行銷」為題，發表演說。並於2012年由五結奠安宮舉辦的第五屆國際福德文化節上，擔任活動執行長。

### 雙妻土地公

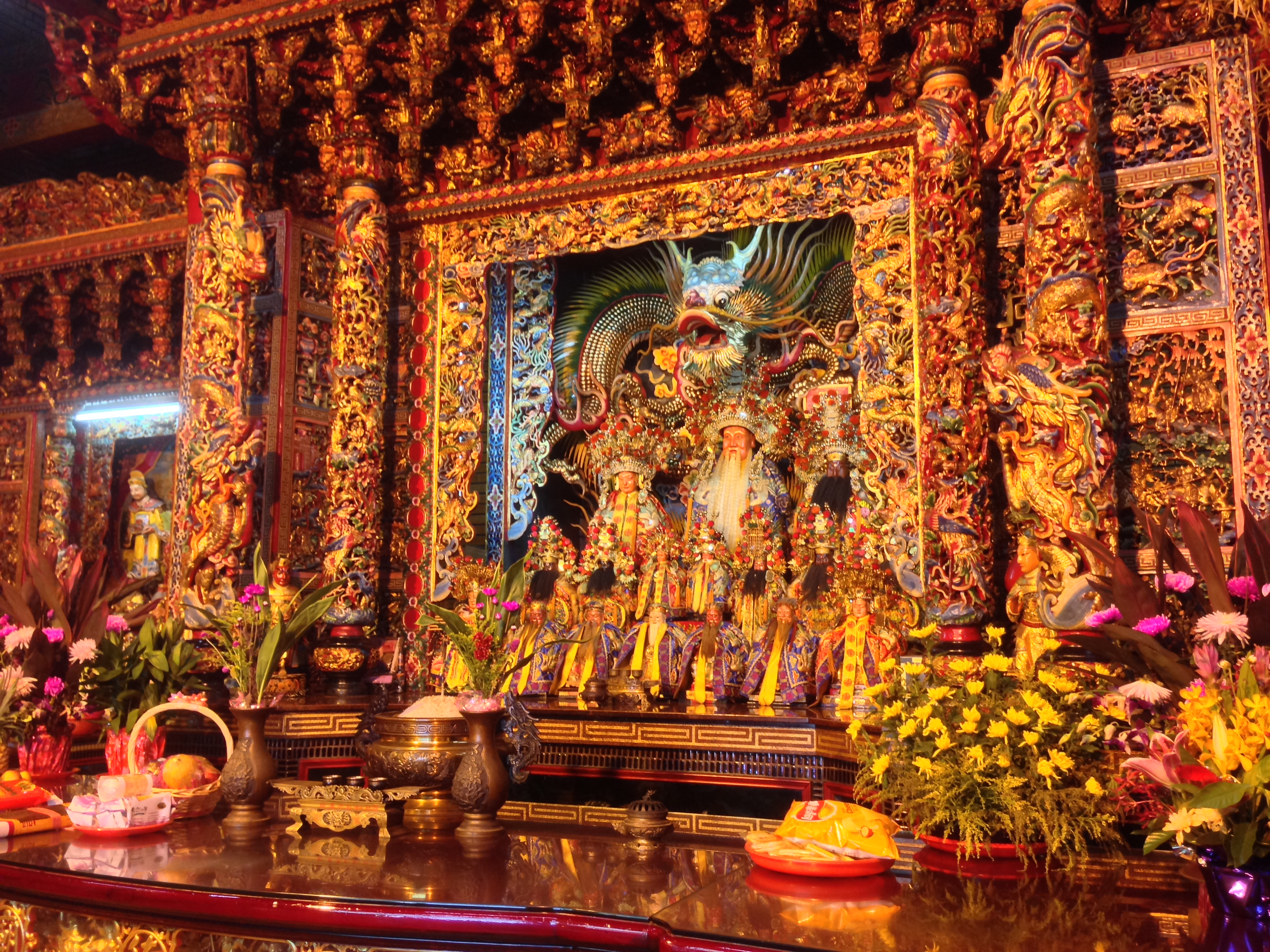
神像

廟方供奉的開基及鎮殿土地公都各有兩尊土地婆為伴，成為信徒好奇的話題。1992年，前殿新廟興建完成時，縣長游錫堃為鎮殿2尺9寸8的鎮殿土地公戴官帽，並隨側供奉一尊1尺6寸的土地婆作伴。因兩尊高度不一，難以搭配，於是主任委員歐木溪得到聖筊後，新增一尊尺寸相當的土地婆，因此鎮殿土地公就有兩尊土地婆為伴。
1999年，住台北市的台商林佳禾說在該年5、6月夢見此廟土地公帶一名雍容華貴的大陸妹，所以次年農曆二月初二前從廈門買了一尊土地婆贈送廟方。廟方認為部分台商在中國大陸會包二奶，所以土地公神應該可照台商的模式，並說已獲得開基土地公與原配的同意。在2000年5月，四結福德廟出外進香時，經擲筊請示，新土地婆隨開基祖土地公去進香，原土地婆留廟裡。2011年2月24日，廟方正式為土地公娶二房舉行婚禮。當日，因為原先土地婆神像表情比較嚴肅，而新的的表情充滿微笑，讓在場信徒議論紛紛，開玩笑說元配「嘴蹺鼻蹺」一副不高興。對此，同樣是宜蘭人的靜宜大學林茂賢教授、及國立藝術學院校長邱坤良，各有不同解讀，前者認為此風不可長，後者緩頰說不必苛責。之後，廟方會讓開基土地公與這兩宗土地婆共乘神轎，參加過火儀式。
後來2002年11月，花蓮縣壽豐鄉豐坪村福德祠，被棄置一尊土地公神像放在主位上。村民擔心該廟原先一夫一妻的土地公婆會家變，影響地方安寧。村長李忠義決定替落單的土地公找土地婆，就在同月20日晚和四結福德廟主委歐木溪電話聯繫求婚，卻被打回票。歐木溪表示說自從四結福德廟神一夫二妻的事曝光後，不少人主動把土地公送上門，還有人趁夜把神像套上塑膠袋就丟在廟門口，如今廟內已是神滿為患，沒辦法再迎接新的神像進門。李忠義只好公開徵婚，望信眾能贈一尊土地婆和祂配對。

### 金身土地公
1990年改建以後，社區民眾及信徒認為地方風調雨順，物阜民安，是福德正神庇佑，遂於1998年經信徒大會討論 ，籌資新台幣一千六百餘萬元，雕塑一尊一百八十公分高土地公神像，作為改建十週年慶之賀禮。
神像以銅鑄成，外包一千六百兩純金，製作過程廟方派員常駐監造，一年才順利完成，於1999年11月中從江西起程運送，途經香港，再用海運運到台中港，12月16日才運抵該廟。同月19日上午9時30分邀時任中華民國副總統的連戰為開光點睛，掛金牌，日後再安座到二樓主殿。

### 巨型土地公
1994年春節，信徒到廟裡聊天談及若能在該廟後面建一座高七十二台尺的巨大土地公神像，定對地方觀光事業有很大影響，此構想獲得信徒的認同。廟方著手規劃建立巨型土地公神像，原先想以混凝土鑄造重300公噸的神像，後考慮重750公噸的石雕，但均認為安全有慮，加上並不適合而作罷，最後選定銅雕。
2000年，廟方委託楊奉琛以油土塑造一尊縮小十倍的小土地公模型，做為巨型土地公招標參考用，於該年9月公開招標，招標方式依政府採購法規辦理。評選後，委託桃園的聖光雕塑公司雕塑，經三年施工與鑄造完成，2006年1月26日安裝於後殿四樓頂，其神像高20公尺、重85公噸，安置在長20公尺、寬16公尺，以90公噸鋼骨構成的基座上，總高約為約12層樓高，銅像以時價計算5000萬元、基座3000萬元。2010年，廟方增設有翅膀的飛天虎，以作巨型土地公當坐騎，3月14日由縣長林聰賢開光點睛。2021年初經信徒大會決議通過整修，7月動工、8月竣工，9月14日舉辦拉綵帶儀式，耗費約800萬元。
福德廟管理委員還曾計畫該廟頂樓塑造一顆一丈兩尺巨型芋頭。

### 土地公妹妹
廟方2007年到南臺灣考察時，發現有許多土地公都沒有土地婆配祀，於是先刻了十尊土地婆神像供他廟迎娶，稱為「土地公妹妹」，之後2010年9月首次辦理聯婚，將一尊嫁給彰化縣和美鎮福安廟。和美福安廟則在次年4月10日舉行回娘家。
和美福安廟管委會主委黃秋輝表示，2010年1月11日次子在臺北縣淡水鎮被闖紅燈的小貨車撞到，一名面容慈祥的婦人騎車出現，在兒子身邊繞一圈後坐在兒子身上，原本傷重不動的兒子就恢復呼吸，送醫急救後逐漸康復。黃秋輝說這是土地婆顯靈、且是和美福安廟獨身已久土地公的未婚妻，於是以擲筊從七間知名土地公廟挑中了四結福德廟。同年5月16日，黃秋輝與三百多名信眾乘八輛遊覽車，攜帶一萬六千元大聘、六千六百元小訂、抬著香燭禮炮、沉香末、狀元餅、龍眼乾等十二禮到四結福德廟文定。四結福德廟依禮俗十二禮僅收一半，收小訂退大聘，並回贈兩面金牌，雙方商訂9月12日明媒正娶。
四結福德廟於2011年5月7日又將三尊土地公妹妹嫁到屏東縣里港鄉的無極母濟宮的三尊土地公，迎娶時也依傳統習俗，上頭紗、掛頸錢，準備聘禮、民間習俗需要的帶路雞等。繼第二次是嫁到屏東後，同年10月9日彰化市古夷里的福神宮來廟裡下聘，預定11月25日迎娶，為第三次。2012年10月28日，由宜蘭縣長林聰賢妻子林素雲當媒婆，替土地婆神像整理衣容、送上花轎，讓大溪鎮蒲田天后宮迎娶第七尊土地婆妹妹。廈門市海滄區的唐邊半山土地公廟，經由高雄市左營區的左營慈安宮牽線，2015年7月1日辦理婚禮。苗栗縣後龍鎮海寶里的西濱福德宮也在2016年初迎娶。到了2017年2月27日，與新加坡道教三清宮總會聯婚時，四結福德廟已送出二十四尊土地婆像。同年6月，廟方主委高志肇講，已有兩尊土地婆遠嫁海外。2018年4月28日，與臺中市太平區聖和里吉星福德祠舉行聯婚。
對四結福德廟不斷有土地婆出嫁，台中教育大學民俗學教授林茂賢指出，在道教民俗上，並無所謂的迎娶土地婆，或是土地公妹妹出嫁這類的習俗，這活動是人類社會的人際關係建立，及爭取信眾目光。